# John Puckering

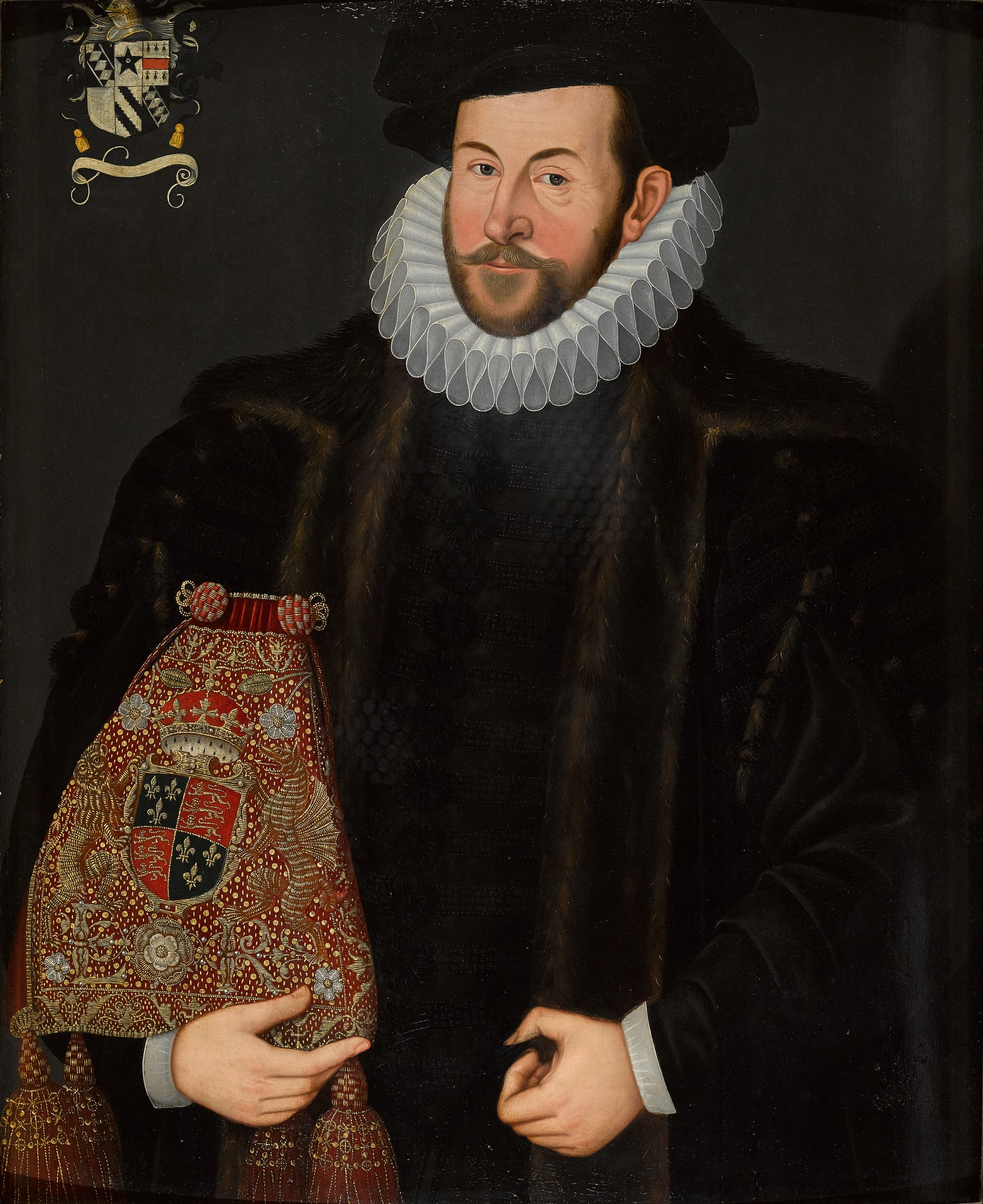
Sir John Puckering

John Puckering (* um 1544 in Flamborough, East Riding of Yorkshire; † 30. April 1596 in Kew) war ein englischer Anwalt und Politiker, der als Speaker of the House of Commons und Lord Keeper of the Great Seal diente.

## Leben
John Puckering wurde um 1544 als ältester Sohn von William Puckering of Flamborough in Yorkshire und dessen Ehefrau Anne Ashton (oder Assheton) geboren.
Aufgrund seiner niedrigen Herkunft studierte er vermutlich nie, stattdessen wurde er ab 1559 am Lincoln’s Inn in London zum Anwalt ausgebildet. 1567 erhielt er schließlich seine Zulassung als Anwalt. Ab 1575 war er Direktor des Lincoln’s Inn und Friedensrichter in Hertfordshire. 1580 wurde er zum Serjeant-at-law ernannt.
Ein Jahr später wurde Puckering erstmals Abgeordneter im House of Commons, in den folgenden Jahren vertrat er jeweils die Wahlbezirke Carmarthen, Bedford und Gatton, Surrey. Als das Parlament 1584 erneut zusammentrat, wurde er zum Speaker des House of Commons gewählt. Dies ist vermutlich auf den Einfluss William Cecils, des ersten Ministers Königin Elisabeths I., zurückzuführen, der mit Puckering befreundet war.
Puckerings Zeit als Speaker of the House war geprägt von innerer Unsicherheit und der Bedrohung der Königin durch die Anhänger Maria Stuarts. Während dieses Parlaments wurde unter anderem ein Gesetzentwurf gegen die Jesuiten diskutiert, welche von William Parry, der später wegen Hochverrats hingerichtet werden sollte, kritisierte den Gesetzentwurf als „voll von Blut, Gefahr und Verzweiflung für die englischen Untertanen“, woraufhin er von Puckering angemahnt und dem Sergeant-at-Arms übergeben wurde, bis Parry sich entschuldigte und auf Befehl der Königin wieder freigelassen wurde. Da Puckerings Talent für Reden und das Schlichten von Streitigkeiten anerkannt wurde, wurde er beim nächsten Parlament, das 1586 eröffnet wurde, erneut zum Speaker gewählt. Während dieses Parlaments wurde über das Schicksal Maria Stuarts diskutiert, wobei Puckering maßgeblich an der Entscheidung beteiligt war und Elisabeth schließlich am 12. November 1586 den Beschluss des Parlaments zugunsten einer zeitnahen Hinrichtung der schottischen Königin übermittelte. 1588 wurde er zum Queen’s Sergeant ernannt. Als solcher war er in viele bedeutende Prozesse der Zeit involviert und vertrat die Krone unter anderem in den Prozessen gegen Philip, Earl of Arundel, John Udall und John Perrot.
Ab 1586 saß Puckering im Council of Wales and the Marches, 1592 wurde er zum Ritter geschlagen und zum Lord Keeper of the Great Seal ernannt. Kraft seines Amtes war er auch Mitglied des Privy Council. Er war ein Favorit der Königin, die ihn zweimal auf seinem Landsitz in Kew besuchte. Am Ende seines Lebens hatte Puckering neben seiner Stadtresidenz in The Strand und seinem Landsitz in Kew auch Anwesen in Surrey, Hertfordshire, Warwickshire und Lincolnshire.
John Puckering starb am 30. April 1596 an einem Schlaganfall auf seinem Landsitz in Kew. Er wurde in Westminster Abbey bestattet, wo ihm von seiner Frau ein großes Grabmal errichtet wurde. Seine Witwe Jane überlebte ihn bis 1611.

## Ehe und Nachkommen

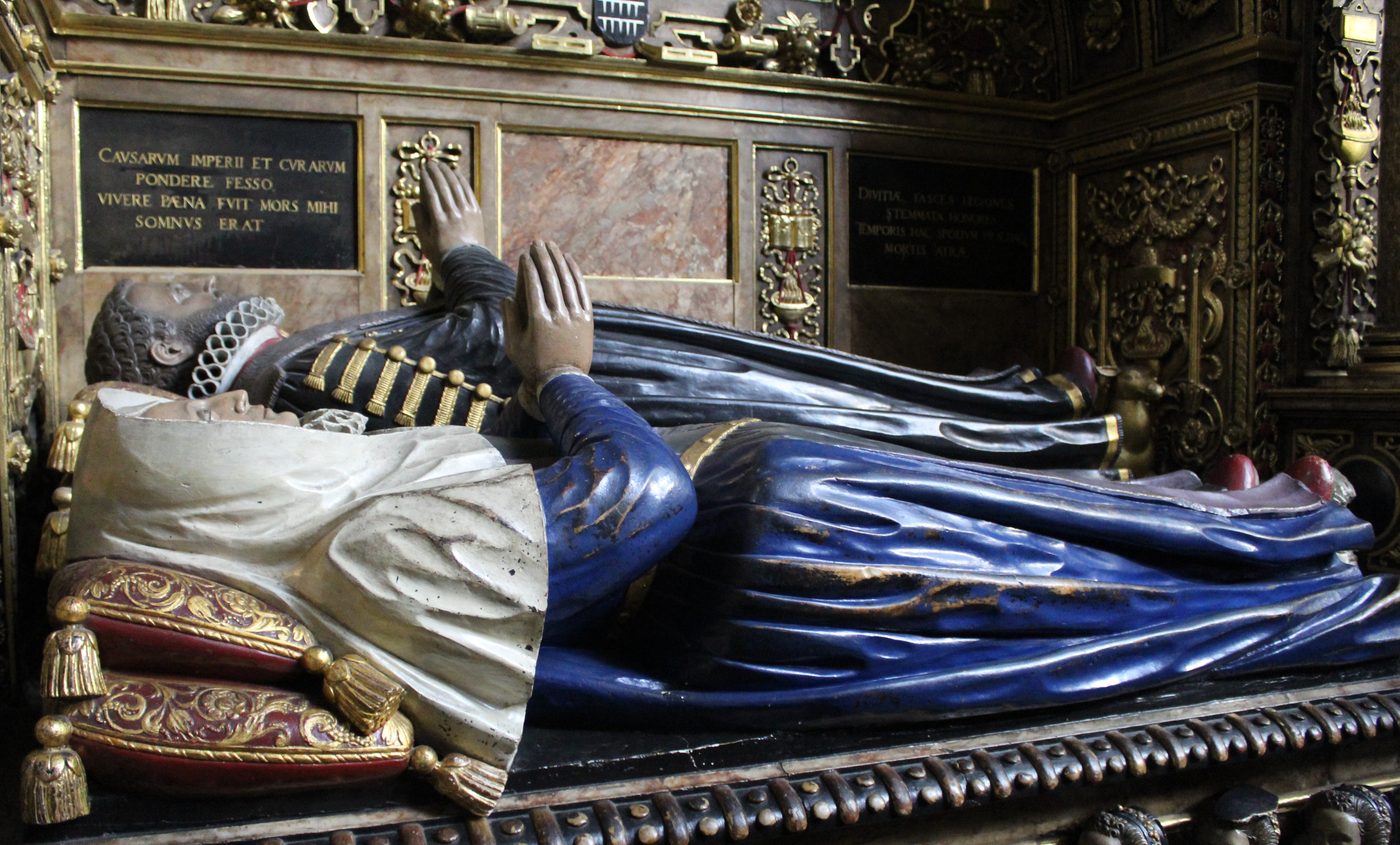
Grabmal von John und Jane Puckering

Am 21. Februar 1569 heiratete John Puckering Jane Chowne. Der Ehe entstammten fünf Töchter und drei Söhne, von denen eine Tochter und mindestens ein Sohn vor ihren Eltern starben. Die bekannten Kinder sind:
- Dorothy Puckering (* 1570; † vor 1616) ⚭ Sir John Ferrers (1566–1633)[7]
- Elizabeth Puckering (* um 1580; † vor 1617) ⚭ Sir Thomas Mildmay, 1. Baronet (* um 1573; † 1626)[8]
- Katherine Puckering (* um 1580; † 1618) ⚭ Adam Newton († 1630)[9]
- Frances Puckering († 1619) ⚭ Thomas Grantham (1573–1630)[10]

- Thomas Puckering, 1. Baronet (1591–1637) ⚭ Elizabeth Morley[1]